# Дащинский, Дмитрий Владимирович
Дми́трий Влади́мирович Дащи́нский (бел. Дзмітрый Уладзіміравіч Дашчынскі; род. 9 ноября 1977, Минск, Белорусская ССР, СССР) — белорусский фристайлист, двукратный призёр Олимпийских игр в акробатике. Заслуженный мастер спорта Республики Беларусь (1998).

## Спортивные достижения
- 1994 — бронзовая медаль чемпионата мира среди юниоров.
- 1998 — бронзовая медаль Олимпийских игр 1998 в Нагано.
- 2001 — второе место на Чемпионате мира.
- 2002 — седьмое место на Зимних Олимпийских играх 2002.
- 2006 — серебряная медаль Зимних олимпийских игр 2006 в Турине, победа на Кубке мира.
- 2010 — одиннадцатое место на Зимних Олимпийских играх 2010.
- 17 марта 2012 — Дмитрий Дащинский занял 1-е место на этапе Кубка мира по фристайлу в Норвегии[1]

В 2006 году по версии НОК РБ и газеты «Спортивная панорама» был признан спортсменом года Беларуси.

## Семья
7 октября 2006 года состоялась свадьба Дмитрия и Ольги, 15 июля 2007 у них родился сын, которого назвали Данила.

## Участие в проектах
Участвовал в акции «Звезды спорта и музыки против СПИДа», организованной ООН в Беларуси.